# Confederació Italiana de Sindicats de Treballadors
La Confederació Italiana de Sindicats de Treballadors, en italià Confederazione Italiana Sindacati Lavoratori (CISL), creada el 1948, és una confederació italiana de sindicats d'inspiració cristiana, però que actua com a organització laica.